# Natalja Michailowna Gontscharowa
Natalja Michailowna Gontscharowa (russisch Наталья Михайловна Гончарова, * 29. Januar 1988 in Woronesch) ist eine russische Wasserspringerin. Sie startet beim 10-m-Turmspringen in Einzel- und Synchronwettbewerben.

## Leben
An der Seite ihrer Synchronpartnerin Julija Koltunowa gewann Gontscharowa bei den Olympischen Spielen 2004 in Athen die Silbermedaille. Bei den Olympischen Spielen 2008 in Peking startete sie im Einzel vom 10-m-Turm, schied jedoch im Vorkampf aus.
Bei den Europameisterschaften 2006 in Budapest gewann Gontscharowa, ebenfalls mit Julija Koltunowa, die Silbermedaille und bei den Europameisterschaften 2009 in Turin die Goldmedaille.
Gontscharowa hat an den Schwimmweltmeisterschaften 2005 in Montreal und 2009 in Rom teilgenommen. Sie belegte dort im Synchronwettbewerb die Plätze acht und elf.